# 勒德洛 (加利福尼亞州)
勒德洛（英語：Ludlow）是位於美國加利福尼亞州聖貝納迪諾縣的一個非建制地區。該地的面積和人口皆未知。

## 地理
勒德洛的座標為34°43′16″N 116°09′36″W / 34.72111°N 116.16000°W，而該地的平均海拔高度為542米（即1778英尺）。